# Solnetchny udar
Solnetchny udar é um filme de drama russo de 2014 dirigido e coescrito por Nikita Mikhalkov. 
Foi selecionado como representante da Rússia à edição do Oscar 2015, organizada pela Academia de Artes e Ciências Cinematográficas.

## Elenco
- Mārtiņš Kalita – Poruchik
- Victoria Solovyova
- Miloš Biković – Nikolay Alexandrovich Gulbe-Levitsky